# Collegio plurinominale Puglia - 03 (2017)
Il collegio elettorale plurinominale Puglia - 03 è stato un collegio elettorale plurinominale della Repubblica Italiana per l'elezione della Camera tra il 2017 ed il 2022.

## Territorio
Come previsto dalla legge elettorale italiana del 2017, il collegio era stato definito tramite decreto legislativo all'interno della circoscrizione Puglia.
Il collegio comprendeva la zona definita dai quattro collegi uninominali Puglia - 06 (Monopoli), Puglia - 10 (Taranto), Puglia - 11 (Martina Franca) e Puglia - 13 (Brindisi).

## Dati elettorali

### XVIII legislatura
Come previsto dalla legge elettorale, 386 deputati erano eletti in 63 collegi plurinominali con ripartizione proporzionale a livello nazionale tra le coalizioni e le singole liste che avessero superato la soglia di sbarramento stabilita.
Nel collegio venivano eletti 12 deputati.
| Liste          | Liste                               | Proporzionale | Proporzionale | Proporzionale | Maggioritario | Maggioritario | Maggioritario |  |
| Liste          | Liste                               | Voti          | %             | Seggi         | Voti          | %             | Seggi         |  |
| -------------- | ----------------------------------- | ------------- | ------------- | ------------- | ------------- | ------------- | ------------- |  |
|                | Movimento 5 Stelle                  | 257 870       | 45,38         | 4             | 257 870       | 45,38         | 4             |  |
|                | Forza Italia                        | 113 634       | 20,00         | 2             | 185 761       | 32,69         | –             |  |
|                | Lega                                | 34 841        | 6,13          | 1             | 185 761       | 32,69         | –             |  |
|                | Fratelli d'Italia                   | 20 629        | 3,63          | –             | 185 761       | 32,69         | –             |  |
|                | Noi con l'Italia – UDC              | 16 657        | 2,93          | –             | 185 761       | 32,69         | –             |  |
|                | Partito Democratico                 | 76 979        | 13,55         | 1             | 89 081        | 15,68         | –             |  |
|                | +Europa                             | 7 572         | 1,33          | –             | 89 081        | 15,68         | –             |  |
|                | Italia Europa Insieme               | 2 873         | 0,51          | –             | 89 081        | 15,68         | –             |  |
|                | Civica Popolare                     | 1 657         | 0,29          | –             | 89 081        | 15,68         | –             |  |
|                | Liberi e Uguali                     | 17 125        | 3,01          | –             | 17 125        | 3,01          | –             |  |
|                | Potere al Popolo!                   | 4 946         | 0,87          | –             | 4 946         | 0,87          | –             |  |
|                | CasaPound                           | 3 101         | 0,55          | –             | 3 101         | 0,55          | –             |  |
|                | Italia agli Italiani (FN - MSFT)    | 2 938         | 0,52          | –             | 2 938         | 0,52          | –             |  |
|                | Il Popolo della Famiglia            | 2 432         | 0,43          | –             | 2 432         | 0,43          | –             |  |
|                | Partito Comunista                   | 2 021         | 0,36          | –             | 2 021         | 0,36          | –             |  |
|                | Partito Repubblicano Italiano – ALA | 1 282         | 0,23          | –             | 1 282         | 0,23          | –             |  |
|                | 10 Volte Meglio                     | 877           | 0,15          | –             | 877           | 0,15          | –             |  |
|                | Partito Valore Umano                | 824           | 0,15          | –             | 824           | 0,15          | –             |  |
| Totale         | Totale                              | 568 258       | 100           | 8             | 568 258       | 100           | 4             |  |
|                |                                     |               |               |               |               |               |               |  |
| Schede bianche | Schede bianche                      | 6 401         | 1,09          |               |               |               |               |  |
| Schede nulle   | Schede nulle                        | 12 304        | 2,10          |               |               |               |               |  |
| Votanti        | Votanti                             | 586 963       | 69,04         |               |               |               |               |  |
| Elettori       | Elettori                            | 850 212       |               |               |               |               |               |  |

## Eletti

### Eletti nei collegi uninominali
| Collegio uninominale | Eletto | Eletto             | Partito |
| -------------------- | ------ | ------------------ | ------- |
| 6. Monopoli          |        | Emanuele Scagliusi | M5S     |
| 10. Taranto          |        | Rosalba De Giorgi  | M5S     |
| 11. Martina Franca   |        | Gianpaolo Cassese  | M5S     |
| 13. Brindisi         |        | Anna Macina        | M5S     |

1. 1 2 3  In data 21.06.2022 aderisce al gruppo Insieme per il futuro.
2. ↑  In data 06.05.2020 aderisce al gruppo misto, non iscritti.

### Eletti nella quota proporzionale
| Movimento 5 Stelle                                                           | Forza Italia                    | Partito Democratico | Lega            |
| ---------------------------------------------------------------------------- | ------------------------------- | ------------------- | --------------- |
|                                                                              |                                 |                     |                 |
| Giuseppe L'Abbate Alessandra Ermellino Giovanni Vianello Valentina Palmisano | Mauro D'Attis Vincenza Labriola | Ubaldo Pagano       | Anna Rita Tateo |

1. ↑  In data 21.06.2022 aderisce al gruppo Insieme per il futuro.
2. ↑  In data 22.06.2020 aderisce al gruppo misto, non iscritti; in data 28.01.2021 alla componente «Centro Democratico».
3. ↑  In data 15.09.2021 aderisce al gruppo misto, non iscritti; in data 09.12.2021 alla componente «Alternativa».